# 300: A birodalom hajnala
A 300: A birodalom hajnala (300: Rise of an Empire) 2014-es amerikai történelmi fantasy, melyet Noam Murro rendezett. A film a 2007-es 300 című film folytatásának tekinthető, bár eseményei a 300 cselekménye előtt és közben játszódnak. A főbb szerepekben Sullivan Stapleton, Eva Green, Callan Mulvey, Hans Matheson és Jack O’Connell látható, de a 300 eredeti szereplőgárdájából visszatért Lena Headey, Rodrigo Santoro és David Wenham is, korábbi szerepeikben. Zenéjét a holland Junkie XL komponálta.
A film bemutatója 2014. március 7-én volt, 3D és IMAX formátumban.

## Cselekmény
A film középpontjában a görög Themisztoklész és I. Artemiszia, valamint I. Xerxész perzsa király katonai összecsapása áll. Az artemiszioni csata egy tengeri ütközet volt, mely a thermopülai-csatával egyidőben zajlott le, i. e. 480-ban, a görög és perzsa haderők között, és a perzsák vereségével végződött, bár nagy számbeli fölényben voltak a görögökkel szemben. Az ütközetben Artemiszia is meghal, Themisztoklész kardja által.
A film I. Xerxész háttértörténetét is feldolgozza, bemutatva, hogyan vált az uralkodóból istenkirály.

## Szereplők
| Szereplő                     | Színész              | Magyar hang         |
| ---------------------------- | -------------------- | ------------------- |
| Themisztoklész               | Sullivan Stapleton   | Zöld Csaba          |
| Gorgo spártai királyné       | Lena Headey          | Pikali Gerda        |
| I. Artemiszia                | Eva Green            | Nemes Takách Kata   |
| I. Xerxész, perzsa uralkodó  | Rodrigo Santoro      | Welker Gábor        |
| Aiszkhülosz                  | Hans Matheson        | Csőre Gábor         |
| Scyllias                     | Callan Mulvey        | Debreczeny Csaba    |
| Dilios                       | David Wenham         | Fekete Ernő         |
| Calisto                      | Jack O’Connell       | Előd Álmos          |
| Ephialtes                    | Andrew Tiernan       | Schneider Zoltán    |
| I. Dareiosz, perzsa uralkodó | Yigal Naor           | Berzsenyi Zoltán    |
| Artaphernes tábornok         | Ben Turner           | Széles Tamás        |
| Bandari tábornok             | Ashraf Barhom        | Epres Attila        |
| Kashani tábornok             | Christopher Sciueref | Barabás Kiss Zoltán |
| Lefejezett görög katona      | Steven Cree          | Juhász György       |
| Hajóparancsnok               | Vincent Walsh        | Láng Balázs         |
| Thébai parancsnok            | Nick Court           | Seder Gábor         |

## Produkció
2008 júniusában Gianni Nunnari, Mark Canton és Bernie Goldmann producerek elárulták, hogy elkezdődtek a munkálatok a 300 című film folytatásán. A Legendary Pictures bejelentette, hogy Frank Miller – akinek 1998-as képregénye alapján alkották meg a 300 című filmet – dolgozik egy újabb képregényen, mely a 300 folytatása. Zack Snyder, a 300 társ-forgatókönyvírója és producere érdeklődését fejezte ki a folytatás megrendezése iránt, de később Az acélember című film megrendezését választotta. Így Noam Murro lett a rendező, Snyder pedig a produceri teendőket fogja ellátni. A film központi alakja a görög vezér, Themisztoklész lesz, akit az ausztrál színész, Sullivan Stapleton fog megformálni.
A gyártási előkészületek során a film először a 300: Battle of Artemisium címet kapta, majd 2012 szeptemberében nevezték át új, végleges címére (300: Rise of an Empire). A filmes munkálatok 2012 júliusának elején kezdődtek a szófiai Nu Boyana Film Studios-nál, 2013. május 10-én bejelentették, hogy a film bemutatóját elhalasztják, a tervezett 2013. augusztus 2-i időpontról 2014. március 7-re.

## Fordítás
- Ez a szócikk részben vagy egészben  a(z)   300: Rise of an Empire című angol Wikipédia-szócikk fordításán alapul.  Az eredeti cikk szerkesztőit annak laptörténete sorolja fel. Ez a jelzés csupán a megfogalmazás eredetét és a szerzői jogokat jelzi, nem szolgál a cikkben szereplő információk forrásmegjelöléseként.